# دیدارهای فوتبال ایران و هند
تیم ملی ایران و تیم ملی هند تاکنون ۱۱ بار در مقابل یکدیگر قرار گرفته‌اند. حاصل این بازیها، ۸ برد برای تیم ایران و ۲ برد برای تیم ملی هند و ۱ تساوی بوده‌است.
در این بازیها جمعاً ۳۲ گل به ثمر رسیده‌است که سهم تیم ایران ۲۵ گل و سهم تیم هند ۷ گل می‌باشد.

## اولین بازی
اولین بازی بین این دو تیم در تاریخ بیستم اسفند ۱۳۲۹ در شهر دهلی‌نو از سری بازی‌های آسیایی ۱۹۵۱برگزار شد که با برتری ۱ بر ۰ تیم ملی هند پایان رسید.
ایران در دومین بازی نیز مغلوب تیم هند شد ولی بعد از آن در ۹ بازی بعدی هرگز مغلوب تیم هند نشد و توانست پس از بازی دوم ۸ برد در برابر این تیم کسب کند.

## بهترین برد
بهترین برد تیم ملی ایران در برابر تیم ملی هند کسب نتیجه ۴ بر ۰ می‌باشد که در سال ۱۳۹۵ حاصل شده‌است.
بهترین برد تیم ملی هند در برابر تیم ملی ایران کسب نتیجه ۳ بر ۱ می‌باشد که در سال ۱۳۳۸ حاصل شده‌است.

## فاصله بین بردها
بیشترین فاصله‌ای که بین دو برد تیم ملی ایران افتاده‌است دو بازی می‌باشد که تیم ملی ایران در دو بازی اول موفق به شکست دادن تیم ملی هند نشد.
بیشترین فاصله‌ای که بین دو برد تیم ملی هند افتاده‌است ۹ بازی می‌باشد که تیم ملی هند در ۹ بازی آخر خود با تیم ملی ایران موفق به شکست دادن تیم ایران نشده‌است.
تیم ملی ایران تجربه کسب ۵ برد متوالی در برابر تیم ملی هند را دارد.

## بررسی کلی بازیها
| بردهای ایران | ۸ بازی  |            | گل‌های ایران | ۲۵ گل                            |         | بازی‌های برگزار شده در ایران | ۲ بازی |
| مساوی        | ۱ بازی  | گل‌های هند  | ۷ گل        | بازی‌های برگزار شده در کشور بی‌طرف | ۳ بازی  |                             |        |
| بردهای هند   | ۲ بازی  |            |             | بازی‌های برگزار شده در هند        | ۶ بازی  |                             |        |
| مجموع بازی‌ها | ۱۱ بازی | مجموع گل‌ها | ۳۲ گل       | مجموع بازی‌ها                     | ۱۱ بازی |                             |        |

## عنوان بازیها
| #   | عنوان بازی                                | تعداد بازی | برد ایران | برد هند | مساوی |
| --- | ----------------------------------------- | ---------- | --------- | ------- | ----- |
| ۱   | مقدماتی المپیک                            | ۳          | ۳         | ۰       | ۰     |
| ۲   | مقدماتی جام ملتهای آسیا                   | ۳          | ۲         | ۱       | ۰     |
| ۳   | بازیهای المپیک آسیایی                     | ۲          | ۱         | ۱       | ۰     |
| ۴   | مقدماتی مشترک جام جهانی و جام ملت‌های آسیا | ۲          | ۲         | ۰       | ۰     |
| ۵   | جام ملتهای آسیا                           | ۱          | ۰         | ۰       | ۱     |
| جمع | جمع                                       | ۱۱         | ۸         | ۲       | ۱     |

## میزبان و میهمان
| بازیهایی که در ایران برگزار شده‌است       | بازیهایی که در ایران برگزار شده‌است | بازیهایی که در ایران برگزار شده‌است | بازیهایی که در ایران برگزار شده‌است |
| تیم                                      | برد                                | مساوی                              | باخت                               |
| ---------------------------------------- | ---------------------------------- | ---------------------------------- | ---------------------------------- |
| ایران                                    | ۲                                  | ۰                                  | ۰                                  |
| هند                                      | ۰                                  | ۰                                  | ۲                                  |
| بازیهایی که در هند برگزار شده‌است         |                                    |                                    |                                    |
| تیم                                      | برد                                | مساوی                              | باخت                               |
| ایران                                    | ۴                                  | ۰                                  | ۲                                  |
| هند                                      | ۲                                  | ۰                                  | ۴                                  |
| بازیهایی که در کشوری بی‌طرف برگزار شده‌است |                                    |                                    |                                    |
| تیم                                      | برد                                | مساوی                              | باخت                               |
| ایران                                    | ۲                                  | ۱                                  | ۰                                  |
| هند                                      | ۰                                  | ۱                                  | ۲                                  |

## فهرست کلی بازیها
| #  | تاریخ      | نتیجه بازی    | ورزشگاه / شهر              | عنوان بازیها                                  | گلزنان                                                                         |
| -- | ---------- | ------------- | -------------------------- | --------------------------------------------- | ------------------------------------------------------------------------------ |
| ۱۲ | ۱۴۰۴/۶/۱۰  | ایران – هند   | ورزشگاه مرکزی حصار، حصار   | تورنمنت کافا ۲۰۲۵                             |                                                                                |
| ۱۱ | ۱۳۹۵/۱/۵   | ایران ۴–۰ هند | آزادی، تهران               | مقدماتی جام جهانی ۲۰۱۸ و جام ملت‌های آسیا ۲۰۱۹ | احسان حاج‌صفی (۳۳-پ و ۶۶-پ) – سردار آزمون (۶۱) علیرضا جهانبخش (۷۸)              |
| ۱۰ | ۱۳۹۴/۶/۱۷  | ایران ۳–۰ هند | سری کانتیراوا، بنگلور      | مقدماتی جام جهانی ۲۰۱۸ و جام ملت‌های آسیا ۲۰۱۹ | سردار آزمون (۲۹) – آندرانیک تیموریان (۴۷) – مهدی طارمی (۵۱)                    |
| ۹  | ۱۳۷۱/۲/۲۳  | ایران ۳–۰ هند | کلکته، هند                 | مقدماتی جام ملت‌های آسیا ۱۹۹۲                  | مجتبی محرمی (۳۵) – فرشاد پیوس (۴۰ و ۶۳)                                        |
| ۸  | ۱۳۶۳/۹/۱۶  | ایران ۰–۰ هند | ورزشگاه ملی سنگاپور، کالنگ | جام ملت‌های آسیا ۱۹۸۴                          | [ ۷ ]                                                                          |
| ۷  | ۱۳۵۸/۱۲/۱۷ | ایران ۲–۰ هند | سنگاپور                    | مقدماتی المپیک ۱۹۸۰                           | عبدالرضا برزگری (۸۱) – حمید علیدوستی (۸۳)                                      |
| ۶  | ۱۳۴۵/۹/۲۲  | ایران ۴–۱ هند | بانکوک، تایلند             | بازی‌های آسیایی ۱۹۶۶                           | فریبرز اسماعیلی (۲۰ و ۸۵) – جلال طالبی (۲۵) – علی جباری (۸۷) جَرنیل سینق (۱۲-پ) |
| ۵  | ۱۳۴۳/۳/۳۰  | ایران ۳–۱ هند | راپیندرا سوریا، کلکته      | مقدماتی المپیک ۱۹۶۴                           | حمید شیرزادگان (۴) – همایون بهزادی (۱۰ و ۸۸) ** گاسوامی چونی (۱۳)              |
| ۴  | ۱۳۴۳/۳/۱۷  | ایران ۳–۰ هند | امجدیه، تهران              | مقدماتی المپیک ۱۹۶۴                           | حمید برمکی – حمید شیرزادگان – همایون بهزادی                                    |
| ۳  | ۱۳۳۸/۹/۲۶  | ایران ۲–۱ هند | کالج مهاراجه، کوچی، هند    | مقدماتی جام ملت‌های آسیا ۱۹۶۰                  | پرویز دهداری (۲ گل) ** گاسوامی چونی (۶۴)                                       |
| ۲  | ۱۳۳۸/۹/۱۶  | ایران ۱–۳ هند | کالج مهاراجه، کوچی         | مقدماتی جام ملت‌های آسیا ۱۹۶۰                  | پرویز دهداری (۶۲) ** گاسوامی چونی (۶۴) – یوسف خان (۶۶-پ) رام بالا (۸۰)         |
| ۱  | ۱۳۲۹/۱۲/۲۰ | ایران ۰–۱ هند | ملی دیان‌چاند، دهلی‌نو       | بازی‌های آسیایی ۱۹۵۱                           | ساهو موالال (۳۴)                                                               |

## گلزنان
کلا ۱۶ بازیکن ایرانی با پیراهن تیم ملی ایران موفق به زدن گل به تیم ملی هند شده‌اند که همایون بهزادی و پرویز دهداری با زدن ۳ گل بهترین گلزنان ایران در تاریخ جدالهایش با تیم ملی هند است.
بازیکنی به نام گاسوامی چونی با زدن سه گل به ایران بهترین گلزن تیم ملی هند در برابر ایران می‌باشد.

### گلزنان ایران
- ۳ گل: همایون بهزادی – پرویز دهداری
- ۲ گل: سردار آزمون – احسان حاج‌صفی – فرشاد پیوس – فریبرز اسماعیلی – حمید شیرزادگان
- ۱ گل: علیرضا جهانبخش – مهدی طارمی – آندرانیک تیموریان – مجتبی محرمی – حمید علیدوستی
عبدالرضا برزگری – علی جباری – جلال طالبی – حمید برمکی

### گلزنان هند
- ۳ گل: گاسوامی چونی
- ۱ گل: جَرنیل سینق – رام بالا – یوسف خان – ساهو موالال